# John Breaux
John Berlinger Breaux (ur. 1 marca 1944) – amerykański polityk związany z Partią Demokratyczną.
W latach 1987–2005 był senatorem Stanów Zjednoczonych z Luizjany. Wcześniej, w latach 1972–1987, reprezentował ten stan w Izbie Reprezentantów Stanów Zjednoczonych.